# 利希滕貝格山
48°23′5″N 14°15′16″E / 48.38472°N 14.25444°E

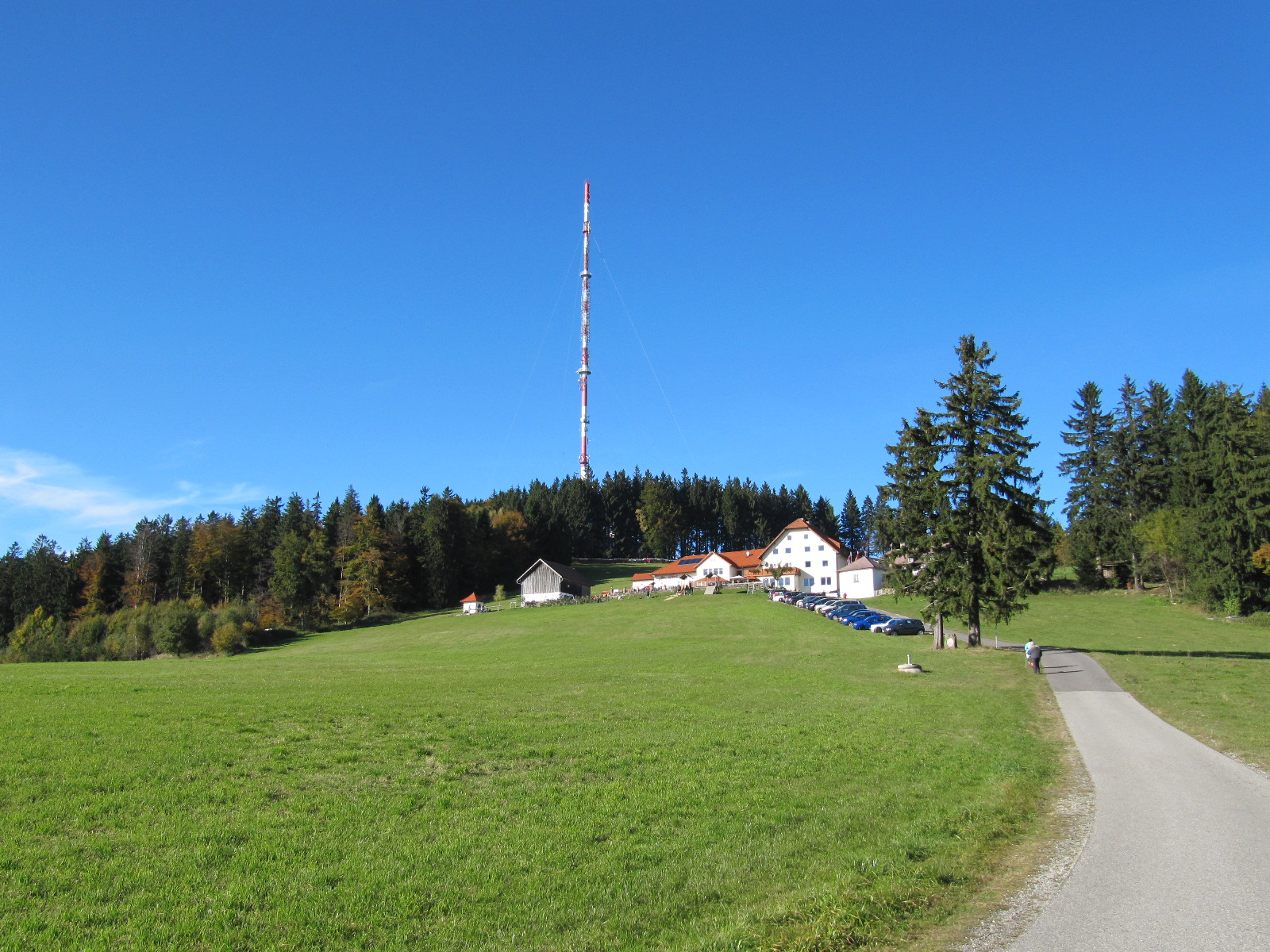

利希滕貝格山（德語：Lichtenberg），是奧地利的山峰，位於該國北部，由上奧地利州負責管轄，屬於波希米亞林山的一部分，距離布賴滕施泰因山4公里，海拔高度927米。